# Tomas Oral
Tomas Oral (Ochsenfurt, 1973. április 24. –) korábbi német labdarúgó, edző. Legutóbb a svájci Grasshoppers vezetőedzője volt.

## Pályafutása
A SG Egelsbach csapatában 1994-1997 között szerepelt, majd a Viktoria Aschaffenburg csapatának játéka két éven keresztül volt. A Germania Horbach klubjának alkalmazásában 1999-2000 között volt. Első nagyobb klubja a FSV Frankfurt volt, ahol 2000-től egészen 2006-ig szerepelt. 2006 nyarán visszavonult a labdarúgástól.
Az FSV Frankfurt csapatánál játékos és edzője is volt a klubnak, ahol a tartalék csapat edzőjeként dolgozott. Visszavonulása után a felnőttek edzője lett. 6 éven keresztül irányította a FSV Frankfurt első- és második csapatát. 2010 áprilisában a Hennes Weisweiler Akadémián és a kölni Sport Egyetemen diplomát szerzett, mint vezetőedző. Markus Babbel és Christian Ziege voltak a tanárai, mentorai.
A 2010-11-es szezonban a RB Leipzig csapatának volt a menedzsere. A szezon végén a 4. helyen végeztek, de a vezetőség nem hosszabbította meg szerződését. 2011. november 11-én az Ingolstadt 04 edzője lett. 2014 elején az angol Fulham FC másodedzője lett, Felix Magath mögött. 2015. május 18-án visszatért korábbi klubjához, az FSV Frankfurthoz. 2016. április 10-én menesztették, miután 4–1-re kikapott csapatával a VfL Bochumtól. 2016. március 8-án nevezték ki a Karlsruher vezetőedzőjévé. Két győzelemmel, hat döntetlennel és nyolc vereséggel zárta a szezont, majd menesztették.
2019. április 3-án tért vissza korábbi csapatához, az Ingolstadthoz. 2020. március 11-én ismét munkába állt a csapatnál. A szezon végén feljutottak a másodosztályba, de nem hosszabbított a vezetőség vele. 2023 februárjában az SV Sandhausen új vezetőedzőjévé nevezték ki, majd hat mérkőzés után, 2023. április 10-én menesztették. 2024. november 19-én bejelentették, hogy a svájci rekordbajnok Grasshoppers vezetőedzője lett. 2025. június 21-én a klub bejelentette, hogy nem hosszabbítják meg szerződését a szezon végén.